# Seevekanaal
Het Seevekanaal (Duits: Seevekanal), is een kanaal in Duitsland, deelstaten Nedersaksen en Hamburg. 
Het werd in de 15e en 16e eeuw aangelegd tussen de Seeve bij Seevetal-Maschen en de Süderelbe ten noorden van Harburg , als transportweg, aanvoer voor de molens in de stad en was ook nodig voor de ontginning van het laagveengebied (‘Moor’) daar. 
Sinds 1856 dient het ook in belangrijke mate voor de aanvoer van koelwater voor de rubberfabriek ‘Phoenix’.
Sinds 2013 wordt met vrijwilligers aan de ecologische verbetering van het kanaal gewerkt.